# Stigmatogobius sadanundio
Stigmatogobius sadanundio és una espècie de peix de la família dels gòbids i de l'ordre dels perciformes.

## Morfologia
- Els mascles poden assolir 9 cm de longitud total.
- Nombre de vèrtebres: 26-27.[2][3]

## Alimentació
Menja peixets i invertebrats, incloent-hi larves de mosquit.

## Hàbitat
És un peix de clima tropical (20 °C-26 °C) i bentopelàgic.

## Distribució geogràfica
Es troba des de l'Índia, Sri Lanka i les Illes Andaman fins a Singapur i Indonèsia.

## Observacions
És inofensiu per als humans.